# Canadian Premier League
Canadian Premier League (CPL eller CanPL; franska: Première ligue canadienne) är en professionell fotbollsliga för herrar i Kanada och är Kanadas högstaliga. Ligan består av åtta lag, från fem av Kanadas tio provinser. Varje lag spelar 28 matcher i grundserien som följs av ett slutspel.
Mästaren och grundseriesegraren får plats i Champions League. Alla lag i CPL deltar i Canadian Championship, tillsammans med klubbar från andra kanadensiska ligor, där segraren också får en plats i Champions League.

## Klubbar
| Lag             | Provins          | Ort      | Arena                             | Kapacitet | Första |
| --------------- | ---------------- | -------- | --------------------------------- | --------- | ------ |
| Atlético Ottawa | Ontario          | Ottawa   | TD Place Stadium                  | 24 000    | 2020   |
| Cavalry         | Alberta          | Calgary  | ATCO Field                        | 6 000     | 2019   |
| Forge           | Ontario          | Hamilton | Tim Hortons Field                 | 23 218    | 2019   |
| HFX Wanderers   | Nova Scotia      | Halifax  | Wanderers Grounds                 | 6 500     | 2019   |
| Pacific         | British Columbia | Langford | Starlight Stadium                 | 6 000     | 2019   |
| Valour          | Manitoba         | Winnipeg | IG Field                          | 33 000    | 2019   |
| Vancouver       | British Columbia | Langley  | Willoughby Community Park Stadium | 6 560     | 2023   |
| York United     | Ontario          | Toronto  | York Lions Stadium                | 4 000     | 2019   |

## Statistik

### Segrare genom åren
| Säsong | Lag | Segrare         | Segrare    |            |
| Säsong | Lag | Grundserien     | Slutspelet | Slutspelet |
| ------ | --- | --------------- | ---------- | ---------- |
| 2019   | 7   | Cavalry         | Forge      |            |
| 2020   | 8   | Ej tilldelad    | Forge      |            |
| 2021   | 8   | Forge           | Pacific    |            |
| 2022   | 8   | Atlético Ottawa | Forge      |            |
| 2023   | 8   |                 |            |            |

## Anmärkningslista
1. ↑  York United var känt som York9 under 2019.
2. ↑  Eftersom säsongen kortades ner på grund av coronaviruspandemin utsåg CPL officiellt ingen grundseriesegrare.